# 奧克谷 (加利福尼亞州)
奧克谷（英語：Oak Valley）是位於美國加利福尼亞州尤巴縣的一個非建制地區。該地的面積和人口皆未知。

## 地理
奧克谷的座標為39°29′55″N 121°02′17″W / 39.49861°N 121.03806°W，而該地的平均海拔高度為918米（即3012英尺）。